# Swibłowo
Swibłowo (ros. Свиблово) – stacja moskiewskiego metra (kod 088) linii Kałużsko-Ryskiej zlokalizowana w Rejonie Swibłowo w
północno-wschodnim okręgu administracyjnym Moskwy. Stacja jest jednopoziomowa, posiada jeden peron. Wyjścia prowadzą na ulice: Snieznaja, projezd Rusanowa, Amundsena.

## Wystrój stacji
Na peronie są dwa rzędy słupów w kształcie kwadratu, pokryte jasnym marmurem z aluminiowymi panelami. Na podłogach znajduje się szary i czarny granit, ściany wyłożone są białym marmurem, ozdobione fryzami zawierającymi nazwy i herby 24 miast głównie z Obwodu Moskiewskiego (Siergijew Posad, Jarosław, Włodzimierz, Suzdal itd.) i panel ze znanymi miejscami regionu Moskwy.